# Stromatographium stromaticum
Stromatographium stromaticum är en svampart som först beskrevs av Miles Joseph Berkeley, och fick sitt nu gällande namn av Franz Xaver von Höhnel 1907. Stromatographium stromaticum ingår i släktet Stromatographium, klassen Sordariomycetes, divisionen sporsäcksvampar och riket svampar.   Inga underarter finns listade i Catalogue of Life.